# Andrejs Šeļakovs
Andrejs Šeļakovs (Dobele, 8 novembre 1988) è un cestista lettone.
Alto 207 cm, gioca come centro.

## Palmarès
- Campionato lettone: 1

VEF Riga: 2010-11